# 双活

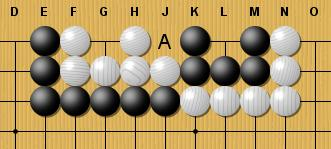
双活棋形。黑白双方都无法吃掉对方的棋子：如果白棋下A位紧气，黑棋则可直接把白棋提掉，反之亦然。

双活是围棋术语，指双方的棋子互相包围，每一方均无法做出兩眼，但也不能将对方的棋子提掉的棋形。
在围棋规则中，对于双活的棋形，双方棋子都被判定为活棋（即使没有做出两只真眼）。
根据日本规则，双活一方的棋形围成的目计算到最后的目中；根据中国规则，双活一方的棋子和占据的目计算到最后的地中。按中国规则，双方无法占据的公气（如右图中A点）由两方平分。